# Hvammsfjall (berg i Island, Norðurland vestra)
Hvammsfjall är ett berg i republiken Island. Det ligger i regionen Norðurland vestra, 210 km nordost om huvudstaden Reykjavík. Toppen på Hvammsfjall är 1 152 meter över havet.
Trakten runt Hvammsfjall är nära nog obefolkad, med mindre än två invånare per kvadratkilometer. Närmaste större samhälle är Varmahlíð, omkring 17 kilometer sydväst om Hvammsfjall. Trakten runt Hvammsfjall består i huvudsak av gräsmarker.